# سفیر ایالات متحده آمریکا در سازمان ملل متحد
سفیر ایالات متحده آمریکا در سازمان ملل متحد رهبر نمایندگی آمریکا در سازمان ملل متحد است. این سمت رسماً نمایندهٔ دائم ایالات متحده آمریکا در سازمان ملل متحد نام دارد، با رتبه و جایگاه سفیر فوق‌العاده و تام‌الاختیار بوده و نمایندهٔ آمریکا در شورای امنیت سازمان ملل متحد" است. نمایندهٔ دائمی آمریکا که اکنون دوروتی شی به عنوان کاردار، مسئول نمایندگی آمریکا در شورای امنیت بوده و تقریباً در همهٔ نشست‌های مجمع عمومی جز موارد نادر که مقام ارشد تر از آمریکا باشد (مثل وزیر امور خارجه ایالات متحده آمریکا یا رئیس‌جمهور ایالات متحده آمریکا) حضور دارد. دارندهٔ این مقام نظیر همهٔ سفرا توسط رئیس‌جمهور ایالات متحده آمریکا نامزد و توسط مجلس سنای ایالات متحده آمریکا تأیید می‌شود.
بسیاری از دیپلمات‌ها و سیاستمداران شاخص آمریکایی قبلاً سفیر این کشور در سازمان ملل بوده‌اند مثل آدلی استیونسون دوم، جرج هربرت واکر بوش و مادلین آلبرایت.

## دارندگان مقام
فهرست تاریخی کسانی که این مقام را داشته‌اند در پی می‌آید.
| #      | تصویر                          | سفیر آمریکا در زمان ملل                                      | سال‌های کار                           | دبیرکل سازمان ملل متحد          | رئیس‌جمهور ایالات متحده آمریکا  |
| ------ | ------------------------------ | ------------------------------------------------------------ | ------------------------------------ | ------------------------------- | ------------------------------ |
| ۱      |                                | Edward Stettinius, Jr.                                       | ۱۹۴۵–۱۹۴۶                            | گلدوین جب (کفیل)                | هری ترومن                      |
| ۱      | ۱۹۴۶                           | Edward Stettinius, Jr.                                       | تریگوه لی                            |                                 | هری ترومن                      |
| —      |                                | Herschel V. Johnson (سرپرست (مدیر موقت))                     | تریگوه لی                            | ۱۹۴۶–۱۹۴۷                       | هری ترومن                      |
| ۲      |                                | وارن آستین                                                   | تریگوه لی                            | ۱۹۴۷–۱۹۵۲                       | هری ترومن                      |
| ۲      | ۱۹۵۳                           | وارن آستین                                                   | داگ هامرشولد                         |                                 | هری ترومن                      |
| ۳      |                                | هنری کابوت لاج، جونیور                                       | داگ هامرشولد                         | ژانویه۱۲، ۱۹۵۳ – ۲ سپتامبر ۱۹۶۰ | دوایت آیزنهاور                 |
| ۴      |                                | James Jeremiah Wadsworth                                     | داگ هامرشولد                         | ۱۹۶۰–۱۹۶۱                       | دوایت آیزنهاور                 |
| ۵      |                                | آدلی استیونسون دوم                                           | داگ هامرشولد                         | ۱۹۶۱                            | جان اف. کندی                   |
| ۵      | ۱۹۶۱–۱۹۶۳                      | آدلی استیونسون دوم                                           | او تانت                              |                                 | جان اف. کندی                   |
| ۵      | ۱۹۶۳–۱۹۶۵                      | آدلی استیونسون دوم                                           | او تانت                              | لیندون بی. جانسون               |                                |
| ۶      |                                | Arthur Goldberg                                              | او تانت                              | لیندون بی. جانسون               | ۱۹۶۵–۱۹۶۸                      |
| ۷      |                                | جورج بال                                                     | او تانت                              | لیندون بی. جانسون               | ۲۶ ژوئن ۱۹۶۸ – ۲۵ سپتامبر ۱۹۶۸ |
| ۸      |                                | James Russell Wiggins                                        | او تانت                              | لیندون بی. جانسون               | ۱۹۶۸–۱۹۶۹                      |
| ۹      |                                | Charles Woodruff Yost                                        | او تانت                              | ۱۹۶۹–۱۹۷۱                       | ریچارد نیکسون                  |
| ۱۰     |                                | جرج هربرت واکر بوش                                           | او تانت                              | مارس۱، ۱۹۷۱ – ژانویه۱، ۱۹۷۲     | ریچارد نیکسون                  |
| ۱۰     | ژانویه۱، ۱۹۷۲ – ژانویه۱۸، ۱۹۷۳ | جرج هربرت واکر بوش                                           | کورت والدهایم                        |                                 | ریچارد نیکسون                  |
| ۱۱     |                                | John A. Scali                                                | کورت والدهایم                        | ۱۹۷۳–۱۹۷۴                       | ریچارد نیکسون                  |
| ۱۱     | ۱۹۷۴–۱۹۷۵                      | John A. Scali                                                | کورت والدهایم                        | جرالد فورد                      |                                |
| ۱۲     |                                | دانیل پاتریک موینیهان                                        | کورت والدهایم                        | جرالد فورد                      | ۱۹۷۵–۱۹۷۶                      |
| ۱۳     |                                | William Scranton                                             | کورت والدهایم                        | جرالد فورد                      | مارس۱۵، ۱۹۷۶ – ژانویه۱۹، ۱۹۷۷  |
| ۱۴     |                                | Andrew Young                                                 | کورت والدهایم                        | ۱۹۷۷–۱۹۷۹                       | جیمی کارتر                     |
| ۱۵     |                                | Donald McHenry                                               | کورت والدهایم                        | ۱۹۷۹–۱۹۸۱                       | جیمی کارتر                     |
| ۱۶     |                                | جین کرک‌پاتریک                                                | کورت والدهایم                        | ۱۹۸۱                            | رونالد ریگان                   |
| ۱۶     | ۱۹۸۲–۱۹۸۵                      | جین کرک‌پاتریک                                                | خاویر پرز دکوئیار                    |                                 | رونالد ریگان                   |
| ۱۷     |                                | Vernon A. Walters                                            | خاویر پرز دکوئیار                    | ۱۹۸۵–۱۹۸۹                       | رونالد ریگان                   |
| ۱۸     |                                | تامس آر. پیکرینگ                                             | خاویر پرز دکوئیار                    | ۱۹۸۹–۱۹۹۱                       | جرج هربرت واکر بوش             |
| ۱۸     | ۱۹۹۲                           | تامس آر. پیکرینگ                                             | پطرس غالی                            |                                 | جرج هربرت واکر بوش             |
| ۱۹     |                                | Edward J. Perkins                                            | پطرس غالی                            | ۱۹۹۲–۱۹۹۳                       | جرج هربرت واکر بوش             |
| ۲۰     |                                | مادلین آلبرایت                                               | پطرس غالی                            | ژانویه۲۷، ۱۹۹۳ – ژانویه۱، ۱۹۹۷  | بیل کلینتون                    |
| ۲۰     | ژانویه۱ - ژانویه۲۱، ۱۹۹۷       | مادلین آلبرایت                                               | کوفی عنان                            |                                 | بیل کلینتون                    |
| ۲۱     |                                | بیل ریچاردسون                                                | کوفی عنان                            | ۱۳ فوریه ۱۹۹۷ – ۱۸ اوت ۱۹۹۸     | بیل کلینتون                    |
| —      |                                | Peter Burleigh (کفیل)                                        | کوفی عنان                            | ۱۸ اوت ۱۹۹۸ – ۲۵ اوت ۱۹۹۹       | بیل کلینتون                    |
| ۲۲     |                                | ریچارد هولبروک                                               | کوفی عنان                            | ۲۵ اوت ۱۹۹۹ – ژانویه۲۰، ۲۰۰۱    | بیل کلینتون                    |
| —      |                                | James B. Cunningham (کفیل)                                   | کوفی عنان                            | ژانویه۲۰، ۲۰۰۱–۱۵ سپتامبر ۲۰۰۱  | جرج دبلیو بوش                  |
| ۲۳     |                                | جان نگروپونتی                                                | کوفی عنان                            | ۱۵ سپتامبر ۲۰۰۱ – ژوئیه۱، ۲۰۰۴  | جرج دبلیو بوش                  |
| ۲۴     |                                | جان سی. دانفورث                                              | کوفی عنان                            | ژوئیه۱، ۲۰۰۴ – ژانویه۲۰، ۲۰۰۵   | جرج دبلیو بوش                  |
| —      |                                | Anne W. Patterson (کفیل)                                     | کوفی عنان                            | ژانویه۲۰–۱ اوت ۲۰۰۵             | جرج دبلیو بوش                  |
| ۲۵     |                                | جان بولتون انتصاب در دورهٔ تعطیلی سنا هرگز توسط سنا تأیید نشد | کوفی عنان                            | ۱ اوت ۲۰۰۵ – ۹ دسامبر ۲۰۰۶      | جرج دبلیو بوش                  |
| —      |                                | Alejandro Daniel Wolff (کفیل)                                | کوفی عنان                            | ۹ دسامبر ۲۰۰۶ - ژانویه۱، ۲۰۰۷   | جرج دبلیو بوش                  |
| —      | ژانویه۱، ۲۰۰۷ - آوریل۱۷، ۲۰۰۷  | Alejandro Daniel Wolff (کفیل)                                | بان کی‌مون                            |                                 | جرج دبلیو بوش                  |
| ۲۶     |                                | زلمی خلیل‌زاد                                                 | بان کی‌مون                            | آوریل۱۷، ۲۰۰۷ – ژانویه۲۲، ۲۰۰۹  | جرج دبلیو بوش                  |
| ۲۷     |                                | سوزان رایس                                                   | بان کی‌مون                            | ژانویه۲۲، ۲۰۰۹ – ژوئیه۱، ۲۰۱۳   | باراک اوباما                   |
| —      |                                | Rosemary DiCarlo (کفیل)                                      | بان کی‌مون                            | ژوئیه۱ - اوت ۱، ۲۰۱۳            | باراک اوباما                   |
| ۲۸     |                                | سامانتا پاور                                                 | بان کی‌مون                            | اوت ۲۰۱۳ – ۲۰ ژانویه ۲۰۱۷       | باراک اوباما                   |
| –      |                                | Michele J. Sison                                             | ۲۰ ژانویه ۲۰۱۷ – ۲۷ ژانویه ۲۰۱۷ کفیل | آنتونیو گوترش                   | دونالد ترامپ                   |
| ۲۹     |                                | نیکی هیلی                                                    | ۲۷ ژانویه ۲۰۱۷ – ۱۲ سپتامبر ۲۰۱۹     | آنتونیو گوترش                   | دونالد ترامپ                   |
| ۳۰     |                                | کلی نایت کرفت                                                | ۱۲ سپتامبر ۲۰۱۹ – ۲۰ ژانویه ۲۰۲۱     | آنتونیو گوترش                   | دونالد ترامپ                   |
| ۳۱     |                                | لیندا توماس گرینفیلد                                         | ۲۵ فوریه ۲۰۲۱ – ۲۰ ژانویه ۲۰۲۵       | آنتونیو گوترش                   | جو بایدن                       |
| کاردار |                                | دوروتی شی                                                    | ۲۰ ژانویه ۲۰۲۵ – اکنون               | آنتونیو گوترش                   | دونالد ترامپ                   |
| ۳۲     |                                | الیز استفانیک                                                |                                      | آنتونیو گوترش                   | دونالد ترامپ                   |